# Sophus Skeel
Sophus Frederik Erik Otto Skeel, född den 29 januari 1836, död den 2 augusti 1897, var en dansk lantbrukare. Han var styvson till Erik Skeel.
Skeel övertog 1858 fideikommisset Birkelse i Vendsyssel och visade sig snart som en utmärkt driftig godsägare. Han var 1875-85 styrelseledamot av Landhusholdningsselskabet, 1877–1883 ordförande i de förenade jylländska "landboforeningerne" (hushållningssällskapen) och 1885–1895 landstingsman.

## Utmärkelser
- Riddare av Dannebrogorden,  1878[3]
- Dannebrogsmännens hederstecken,  1883[3]
- Kommendör av Dannebrogorden,  1894[3]

[Redigera Wikidata]